# Angelo Borgogno
Angelo Borgogno (Genova, 24 novembre 1919 – ...) è stato un calciatore italiano, di ruolo difensore.

## Carriera
Giocò per una stagione in Serie A con l'Alessandria.

## Palmarès

### Club

#### Competizioni nazionali
- Serie C: 1

Cuneo: 1941-1942
- Campionato italiano di Serie B: 1

Alessandria: 1945-1946